# Aqua (együttes)
Az Aqua egy dán-norvég europop zenekar. Legismertebb slágerük az 1997-ben megjelent Barbie Girl volt. A csapat 1989-ben alakult eredetileg Joyspeed néven, majd a 90-es évek végén, és a 2000-es évek végén szerte a világon sikereket értek el.A csapat három stúdióalbumot jelentetett meg. Az elsőt 1997-ben Aquarium címmel, majd ezt követte 2000-ben az Aquarius című stúdióalbum, majd 2011-ben a Megalomania című album követte. Az együttes becslések szerint 33 millió albumot és kislemezt adott el világszerte, így a legsikeresebb dán együttes.
Számos országban, úgy mint az Egyesült Államokban, Kanadában, Brazíliában, Ausztráliában, és Japánban sikerült a slágerlistán Top10-es helyezést elérniük. Ott, ahol általában európai popzene nem kerül slágerlistára. Az együttes három kislemezével került fel az Egyesült Királyság kislemezlistájára. A csapat összetűzésbe került a "Barbie Girl" című daluk kapcsán a Barbie babát gyártó Mattel céggel, amely pert indított a csapat ellen. A keresetet a bíró végül 2002-ben elutasította, és javasolta a feleknek, hogy "nyugodjanak le".
A zenekar tagjai Lene Nystrøm és René Dif énekesek , Søren Rasted billentyűs hangszereken játszik, Claus Norreen gitáron zenél. A szétválás után Nystrøm, Dif és Rasted közös sikereket értek el, míg Norreen tovább dolgozott a zeneiparban, és más művészek dalait remixelte. 2007. október 26-án tartott sajtótájékoztatón bejelentette az együttes közös turnéját, valamint egy új válogatásalbum kiadását. Harmadik albumuk, a Megalomania 2011. október 3-án jelent meg.

## Karrier

### 1989 – 1995 Megalakulás és a Joyspeed
Az Aqua története 1989-ben kezdődött. Az együttes Joyspeed néven kezdte pályafutását. Claus és Søren 1989-ben találkoztak először, és a 90-es évek elején kezdtek közösen dalokat írni. Abban az időben René Hollandiában lemezlovasként dolgozott, Søren és Claus pedig zenei producerként tevékenykedett. Søren és Claus egy verseny kapcsán lehetőséget kaptak a "Frække Frida og de frygtløse spioner" című film egyik zenéjének elkészítésére, melyet 1993-ban rögzítettek. A felvétel annyira jól sikerült, hogy a tagok úgy döntöttek, hogy trióként együtt fognak dolgozni egy jövőbeli projekten. Néhány hónappal a film megjelenése után René felfigyelt Lene Nystrøm énekesnőre, aki az M / S Peter Wessel nevű hajón énekelt. A találkozásból munkakapcsolat lett, és Lene a Joyspeed énekesnője lett. A Joyspeed alakulásakor Claus és Søren a csapat fellépéseiért felel, míg René rappel, Lene pedig énekel. Egy kis svéd lemezkiadó 1994-ben egy szerződést íratott alá velük, és első kislemezük az Itsy Bitsy Spider Svédországban jelent meg. A dal nem volt túl sikeres, egy hét után a svéd listák aljáról teljesen eltűnt. A csapat csalódott volt, és felmondták a szerződést a lemezkiadóval, bár a kiadó szeretett volna velük tovább foglalkozni, és több dalt megjelentetni tőlük.

### Az Aquarium és a nemzetközi áttörés
A csapat egy új menedzserrel és lemezszerződés nélkül kezdett új munkálatokba, a híres "bubblegum" stílust fejlesztve. A csapat fülbemászó pop dalokat kezdett írni, felhívva ezzel az Universal Dániai kiadó figyelmét. A csapat felvette az Aqua nevet, melyet az öltözőjükben lévő akvárium plakátja alapján választották, és elfogadták a kiadó ajánlatát, és 1996-ban lemezszerződést írtak alá. Az együttes első kislemeze a Roses are Red volt, mely egy egyedi hangzással bíró dal, melyet 1996 szeptemberében jelentettek meg, és Top 10-es helyezés lett Dániában. A kislemez messze meghaladta a kiadó által elvárt elvárást, és két hónapon belül elegendő példányszámot példányszámot produkáltak a platina helyezéshez. A kislemez sikerét tovább fokozta, hogy az csapatot jelölték a "Best Danish Dance Act" díjra, de azt nem nyerték meg.
A "Roses are Red" sikere bebizonyította az Aqua számára, hogy új hangzásuk népszerű volt a közönség körében, és ennek eredményeképpen követték a bevált receptet. A My Oh My kislemez szintén fülbemászó dalszövegeket tartalmazott, lágy, dallamos ütemme párosítva. 1997. februári megjelenésekor a dal minden dán eladási rekordot megdöntve hat napon belül arany helyezést ért el az eladások alapján. A dal egyenesen az első helyen nyitott a dán kislemezlistán. Az első két kislemez sikere alapján az Universal Music Denmark kiadó úgy látta, hogy az Aqua piacképes együttes, és ennek eredményeképpen a kiadó elkezdte az együttes dalainak népszerűsítését a kontinensen. Az Aqua kiadta debütáló Aquarium című albumát, mely Dániában 1997. március 26-án jelent meg. Az album 11 dalt tartalmazott, köztük az első két kislemezüket, és az akkori éppen népszerű Barbie Girl című dalt is. Az Universal Music Group más országokban is elkezdte a csapat népszerűsítését 1997 februárjában Japánban és Európa különböző országaiban, és ezekben az országokban is megjelent a "Roses are Red" című dal. A kislemez népszerűnek bizonyult, így a kiadót meggyőzve az együttes nem csak a dán piacon, hanem az általános európai piacon is megállta a helyét.
Az Aqua 1997 májusában jelentette meg 3. Barbie Girl című kislemezét. A dal első pillantásra úgy tűnt, hogy a Barbie babáról szól. Másodszorra azonban a dal több szexuális felhangot tartalmaz, például:  "You can brush my hair, undress me everywhere", "You can touch, you can play", and "Kiss me here, touch me there, hanky-panky." A "Barbie Girl" kettős jelentéssel kapcsolatos panaszai ellenére az Universal megjelentette a dalt az egész világon. A megjelenés rendkívül sikeres volt, hogy négy hétig az Egyesült Királyság kislemezlistáján az 1. helyen szerepelt. Ausztráliában három hétig volt listaelső, és az Egyesült Államokban is helyezett volt a Billboard Hot 100-as listán, ahol Top 10-es sláger volt. Ez rendívül ritka volt, hiszen európai együttesek ritkán kerültek fel a nagy amerikai slágerlistára.
Az Aqua 1997 őszén kiadta Aquarium című albumát az egész világon. Az album eladások pozitívak voltak, sokan mégis egyetlen csodaként írták le az együttest. A sok kritika ellenére az Aqua nemzetközi áttörést jelentett a világ minden táján. Ausztráliában, Kanadában, és az Egyesült Királyságban a "Barbie Girl" című dalt a Doctor Jones című kislemez követte, a Lollipop (Candyman) pedig az Egyesült Államokban jelent meg az MCA Records égisze alatt. A "Doctor Jones" számos országban első helyezett volt a slágerlistákon, úgy mint az Egyesült Királyság kislemezlistája, ahol két hétig volt előkelő helyen. Ausztráliában hét hétig volt listaelső. A "Lollipop (Candyman)" lett a csapat második Top 40-es slágere az Egyesült Államokban, és a Billboard Hot 100-as listán a 23. helyezést érte el. A dal 3. volt Ausztráliában. Japánban mindkét dal dupla A oldalas kislemezen jelent meg.
A "Doctor Jones" című kislemezt a Turn Back Time című dal követte, mely mind az Aqua rajongók és a kritikusok is jól fogadtak. A dal a korábbi kiadásokkal kapcsolatban a "bubblegum" stílust lassú ritmusú balladára cserélte. A dalt a "Sliding Doors" című 1998-as filmben mutatták be, és sok más Aqua kiadással ellentétben több rádióállomás is játszotta a dalt. Ez volt a harmadik első helyezettet elért kislemezük az Egyesült Királyság kislemezlistáján. 2005-től csak kevés művésznek sikerült ezeket a sikereket elérnie az Egyesült Királyságban, melybe beletartozott a Spice Girls és a Westlife is. A dal más slágerlistán is jól teljesített, így Ausztráliában a 10. helyet sikerült megszereznie, azonban az Egyesült Államokban nem sikerült helyezést elérnie.
Az Aqua második dán kislemeze a "My Oh My" 1998 augusztusában ismét kiadásra került, és több olyan európai országban is megjelent, ahol korábban nem adták ki. A Good Morning Sunshine című dal kiadása után – mely korlátozott sikert ért el, az Aqua úgy döntött, hogy második albumukra, és az Ausztrália körüli turnéra összpontosít. Ezt az időszakot a rajongók "akváriumkornak" nevezték. Az együttes 1998. december 1-én kiadott egy dokumentumfilmet, mely több élő felvételt tartalmaz az "Aquarium" albumról, és interjúkat a tagokkal.

### 1999 – 2001 Az Aguarius, a Mattel botrány, és a feloszlás
Az 1999-es év viszonylag csendes évnek számított az együttes életében, majd az év folyamán úgy döntöttek, hogy második albumuk az Aquarius felvételeire koncentrálnak. A csapattal készült interjúk során az együttes több mint 30 dalt rögzített az albumhoz, bár végül csak 12 dalt készítettek el teljesen. Az album 2000 februárjában jelent meg "Aquarius" címmel. Az album azonnal népszerűvé vált a rajongók körében annak ellenére, hogy zenei stílusuk kissé más volt, mint az előző albumuk. Az album számos különféle zenei stílust tartalmazott, ennek ellenére születtek olyan dalok mint a Cartoon Heroes, és a Bumble Bees, melyek megőrizték a csapat korábbi zenei stílusát. A "Cartoon Heroes" című dal egész Európában, és Ausztráliában is megjelent. Dániában az 1 helyezett volt. Az Egyesült Királyságban a 7. helyet sikerült megszereznie az albumlistán. Ausztráliában viszont a 16. helyig jutott csak. Az Around the World című kislemez 2000 júniusában jelent meg, bár nem volt olyan sikeres, mint a "Cartoon Heroes", mégis slágerlistás helyezést ért el, így az Egyesült Királyságban a 26. míg Ausztráliában a 35. helyezett volt. Dániában azonban az első helyet sikerült elérnie. A dal várhatóan abban az időben az utolsó amerikai kiadású kislemezük volt
Az Aqua Skandináviában, Európában és Ausztráliában jelentette meg a Bumble Bees című dalt, mely mérsékelt siker volt csak. A We Belong to the Sea a legtöbb országban azonban nem ért el slágerlistás helyezést. Ebben az időben kislemezen tervezték kiadni a "Freaky Friday" című dalt, azonban visszavonták a kiadást. Ekkor a csapat úgy döntött, hogy harmadik stúdióalbumukra koncentrál. Az Aqua 2001 első néhány hónapjában a világ minden táján fellépett, és közben az új stúdióalbumukra koncentráltak. Az együttes a 2001-es Eurovíziós Dalversenyen is fellépett, közösen a Safri Duo-val. Az előadás vitákat váltott ki, mivel számos sértő mondat elhangzott a "Barbie Girl" előadása során. Az együttes néhány kisebb dániai rendezvényen bemutatott pár dalt a közelgő harmadik albumáról, köztük a "Couch Potato" és a "Shakin 'Stevens Is a Superstar" című dalokat. Utóbbi tisztelgés az 1980-as években népszerű énekes előtt. A dalokban rockos elemeket is felhasználtak.
2000 decemberében a Mattel pert indított az együttes kiadója ellen azt állítva, hogy a "Barbie Girl" című dal megsértette a Barbie márka hírnevét. Alex Kozinski bíró megállapította, hogy a "Barbie Girl" a Mattel védjegye alá tartozik, melyet az Egyesült Államok felsőbbrendű bírósága helyben hagyta azt.

### 2008 – 2012 Újraegyesülés és a Megalomania
2008-ban az Aqua újraegyesült, és ígéretet tett egy 25 koncertállomásból álló turnéra, melyet nyáron kellett volna megkezdeni. A lemezkiadó a dán, kanadai, az amerikai és brit helyszínekről kapott ajánlatokat. Végül az együttes 8 koncertet adott Dániában a Grøn fesztivál részeként. 2009. június 15-én jelent meg a csapat Greatest Hits című albuma, mely 16 remasterelt zeneszámot tartalmazott, és 3 új dalt is. Köztük a My Mamma Said, "Live Fast, Die Young" és a "Back to the 80's című dalt, mely május 25-én jelent meg. A dal 6 hétig volt slágerlistás első helyezés, és az IFPI a 30.000 eladott példányszám alapján platina helyezéssel jutalmazta az együttest. A zenekar Skandináviában is fellépett 2009. május és augusztus között, valamint Németországban, az Egyesült Királyságban, és Franciaországban is. A "Greatest Hits" című album Észak-Amerikában , és számos Európai országban is megjelent szeptember 22-én. Az Egyesült Királyságban szeptember 29-én került a boltokba.
Az Auqa 2010 elején kezdte meg a Megalomania felvételét, mely 2011 tavaszán jelent meg. Az albumról kimásolt első kislemez a How R U Doin? 2011. március 14-én jelent meg, melynek borítóját az együttes hivatalos Facebook oldalán március 11-én tették közzé. A dal Dániában a 4. helyre került a slágerlistán, és a 15.000 eladott példányszám alapján a kislemez arany helyezéssel díjazta az eladást. Az albumot eredetileg 2011. július 14-én kívánták megjelentetni, azonban ezt elnapolták szeptember 5-re, azonban a kiadó a rossz időzítésre hivatkozva csak október 3-án jelentette meg. 2011. szeptember 7-én az együttes bejelentette új kislemezének a Playmate to Jesus megjelenését, mely szeptember 12-én jelent meg. A "Megalomania" dániában mérsékelt siker volt, melyet egy kibővített kiadással egészítettek ki, melyben a négy eredeti tag mellett – (Lene Nystrøm Rasted, René Dif, Søren Rasted, Claus Norreen) – új előadóművészek is bemutatkoztak az albumon, többek között  Niels Lykke Munksgaard Rasmussen (gitár) Frederik Thaae (basszus) és Morten Hellborn (dob). A csapat  6 koncertet kívánt adni, azonban a népszerű kereslet miatt további három alkalommal álltak a színpadon. Először Melbourneben, majd Sydneyben, majd Perthben. Az együttes vendégeskedett az ausztrál Seven Network televízióban, a "Sunrise" című reggeli műsorban. Ott előadták a "Barbie Girl" akusztikus változatát, és kiderült ekkor, hogy Lené tüdőgyulladással küszködik, de a csapat büszke arra, hogy soha nem mondtak le fellépést, történjen bármi. Az ausztrál Seven Network reggeli "The Morning Show" műsorában előadták a Doctor Jones című dalt, majd a zenekar feloszlott. 2014-ben a zenekar bejelentette, hogy turnéra indul Ausztráliában, és Új-Zélandon.

### 2016 Második újraegyesülés
2016 szeptemberében bejelentették, hogy az Aqua legalább 10 koncertet fog adni a "Vi Elsker 90'erne" zenei fesztivál részeként. Ez az első alkalom, hogy az Aqua 2011 óta élő koncertet ad Dániában. 2016. szeptember 20-án a zenekar bejelentette, hogy Claus Norreen nem tér vissza az együttesbe. Noreen egy nyilatkozatban kijelentette, hogy teljesen más zenei irányzatok felé kacsingat, és nem kíván együtt turnézni a csapattal, de továbbra is családtagoknak tartja a tagokat.
2018. május 29-én az Aqua bejelentette, hogy részt vesz a kanadai "The Rewind Tour" rendezvényen ahol Whigfield és a kanadai Prozzäk is fellép. 2018 júniusában a csapat megjelentette a "Rookie" című kislemezt.

## Magyarországi fellépés
Magyarországon először 2019.08.24-én léptek fel Győrben nyárzáró koncert keretein belül. (Total Dance Festival) 

## Albumok
- Aquarium – 1997
- Aquarius – 2000
- Megalomania – 2011

## Díjak és jelölések
| Év   | Díjkiosztó                   | Dal/Album        | Kategória                                | Eredmény |
| ---- | ---------------------------- | ---------------- | ---------------------------------------- | -------- |
| 1997 | IFPI Platinum Europe Awards  | Aquarium         | Award Level 1                            | Elnyerte |
| 1997 | Billboard Music Video Awards | "Barbie Girl"    | Best New Artist Clip (Pop/Rock)          | Jelölve  |
| 1997 | GAFFA Awards                 | "Barbie Girl"    | Årets Danske Hit                         | Elnyerte |
| 1997 | GAFFA Awards                 | Themselves       | Årets Nye Danske Navn                    | Elnyerte |
| 1998 | Danish Music Awards          | Themselves       | Årest Danske Gruppe                      | Elnyerte |
| 1998 | Danish Music Awards          | Themselves       | Årets Nye Danske Navn                    | Elnyerte |
| 1998 | Danish Music Awards          | Themselves       | Grøn Pris                                | Elnyerte |
| 1998 | Danish Music Awards          | Themselves       | P3's Lytterpris                          | Elnyerte |
| 1998 | Danish Music Awards          | "Barbie Girl"    | Årets Danske Hit                         | Elnyerte |
| 1998 | Danish Music Awards          | "Barbie Girl"    | Årets Danske Musikvideo                  | Elnyerte |
| 1998 | Danish Music Awards          | Aquarium         | Årets Danske Pop Udgivelse               | Elnyerte |
| 1998 | IFPI Platinum Europe Awards  | Aquarium         | Award Level 4                            | Elnyerte |
| 1998 | Juno Awards                  | Aquarium         | Best Selling Album (Foreign or Domestic) | Jelölve  |
| 1998 | NME Awards                   | "Barbie Girl"    | Worst Single                             | Elnyerte |
| 1998 | TMF Awards                   | "Barbie Girl"    | Best Video International                 | Elnyerte |
| 1998 | TMF Awards                   | Themselves       | Best Newcomer International              | Elnyerte |
| 1998 | MTV Europe Music Awards      | Themselves       | Best New Act                             | Jelölve  |
| 1998 | MTV Europe Music Awards      | Themselves       | Best Pop                                 | Jelölve  |
| 1998 | Music Television Awards      | Themselves       | Best Pop                                 | Jelölve  |
| 1998 | Music Television Awards      | Themselves       | Best Breakthrough                        | Jelölve  |
| 1998 | World Music Awards           | Themselves       | World's Best Selling Scandinavian Artist | Elnyerte |
| 1999 | ECHO Awards                  | Themselves       | Best International Group                 | Jelölve  |
| 1999 | Hungarian Music Awards       | Aquarium         | Best Foreign Pop Album                   | Jelölve  |
| 2000 | TMF Awards                   | "Cartoon Heroes" | Best Video International                 | Elnyerte |
| 2000 | IFPI Platinum Europe Awards  | Aquarius         | Award Level 1                            | Elnyerte |
| 2001 | World Music Awards           | Themselves       | World's Best Selling Scandinavian Artist | Elnyerte |
| 2001 | Danish Music Awards          | Eksportprisen    | Elnyerte                                 |          |
| 2001 | Danish Music Awards          | Aquarius         | Årets Danske Pop Udgivelse               | Elnyerte |

## Tagok
Jelenlegi tagok
- Lene Nystrøm – ének (1994–2001, 2008–2012, 2016–jelenleg is)
- René Dif – ének (1994–2001, 2008–2012, 2016–ének)
- Søren Rasted – billentyűs hangszerek, gitár (1994–2001, 2008–2012 2016–jelenleg is)

Korábbi tagok
- Claus Norreen – gitár , billentyűs hangszerek (1994–2001, 2008–2012)

Turnétag és közreműködő előadó
- Steffen Drak – gitár, billentyűs hangszerek (2016–jelenleg is)